# Grosselfingen
Grosselfingen település Németországban, azon belül Baden-Württembergben. Lakosainak száma 2195 fő (2023. december 31.). Grosselfingen Balingen, Haigerloch, Bisingen, Hechingen és Rangendingen községekkel határos.

## Népesség
A település népessége az elmúlt években az alábbi módon változott:
| Lakosok száma | 1675 | 2195 | 2221 | 2181 | 2178 | 2195 |
|               | 1975 | 2017 | 2019 | 2021 | 2022 | 2023 |